# Saussurea pseudosquarrosa
Saussurea pseudosquarrosa là một loài thực vật có hoa trong họ Cúc. Loài này được Popov & Lipsch. miêu tả khoa học đầu tiên.